# 熱笑!! 花沢高校
『熱笑!! 花沢高校』（ねっしょう!!はなざわこうこう）は、どおくまんによる日本の漫画。『週刊少年チャンピオン』（秋田書店）にて連載された。単行本は全29巻。
開始当初は、強面な見かけとは裏腹に臆病な主人公が高校進学を機にいじめから逃れるため強面を利用して無事に卒業しようとするものの、その強面が災いして不良たちから目をつけられ、幸運やハッタリ（作戦）を駆使して不良たちを倒しつつ平穏に過ごそうとするギャグ作品だった。しかし途中から敵との戦いが増えるにつれ、ギャグ要素が無くなり、硬派アクションへとストーリーが変貌していった。作者がチャンピオンコミックスの前書きで記した所によると、これは編集や読者の要望でなく、描いているうちに自然にこうなっていったという。そのため、作者もコミックスの前書きで「『熱笑!!』ではなく『熱闘!!』とか『熱血!!』にタイトルを変えなければ」と冗談交じりに発言しているが、最後までタイトル変更はされないまま完結を迎えている。

## 登場人物

### 花沢高校
力 勝男（りき かつお）
本作の主人公。巨漢で強面ではあるが、性格は気弱で泣き虫だったため、中学生時代は学校中の生徒に「ブタの骨」呼ばわりされながらいじめられ、50メートル走で17秒を記録するほど運動音痴であった過去を持つ。同じ中学から誰も入学していない花沢高校を選んで入学し、「強面を通して無事に卒業する」と決めていたが、鉄との出会いにより人生が大きく変わることになる。
家族（特に弟）からすらも虐待される日々だったが、自身の怪力を自覚してからは自信をつけ、ケンカには連戦連勝。しかし、獣田の「50メートルパンチ」を喰らって初の敗北を喫する。その後、獣田の子分になろうとするが断られ、校内の不良グループ「鳴神一派」との諍いや回天高校との抗争を経て、花沢高校を仕切る三人衆との対決、さらに大阪を牛耳ろうとする悪の組織「北大阪の虎」との戦いへと身を投じていくことになる。
山籠り特訓の末に習得した「八方拳」「八方拳 影の脚」と「大回転旋風脚」が必殺技で、これらの技で何度も窮地をしのぐ。
天界を倒した後、自首して少年院に収容されることが決まるが、自分たちを称える人々の声援を聞き静かに涙した。
石田 鉄太郎（いしだ てつたろう）
通称「鉄」。力の同級生。彼を男と見込んで自ら舎弟になり、「兄ィ」と呼んで慕うが、力が花沢三人衆を倒して花沢高校の実質トップとなってからは「親分」と呼ぶようになる。
当初はケンカを売っておきながら力を頼りにすることもあったが、力がどれほどの苦境に立とうとも決して離れず、最後まで苦労を分かち合った。
北大阪の虎との最終決戦ではスーパーバイクの操縦者として力と共に戦う予定であったが、バイクに乗る直前、富岡に気絶させられ操縦者の役割を奪われてしまう。意識を取り戻した後、急ぎ戦場に駆け入り、バイクに装備したロケット弾でブラックデビル号を天界ごと吹き飛ばして力のピンチを救う。
獣田 三郎（じゅうだ さぶろう）
剣道部副部長。校内で女生徒を襲って制服を食べるなどの奇怪な言動が多いが、花沢高校で最強の男。決して群れず、子分を持たない主義。
必殺技は、奇妙な踊りで相手を困惑させた隙を突いて繰り出す「50メートルパンチ」と「めりこみキック」。「50メートルパンチ」を喰らった相手はその名の通り数十メートル先まで飛ばされ、「めりこみキック」を喰らった相手は頭が胴体にめりこんでしまう。
本気で怒った時は奇怪な笑い声を上げて暴れ回り、一度そうなると誰にも止められない。だが、ストーリーが戦闘メインのシリアスな展開に変わるにつれ、これらの行為は鳴りをひそめ、必殺技も出さなくなった。
実は大財閥「日本（ひのもと）グループ」会長の三男坊で、巨額の金を自由にできる。
力組が北大阪の虎と戦うことになった際、力の共闘要請をすげなく断ったが、その裏で陰に隠れ何度も力の窮地を救い続けた。虎VSゲリラの最終決戦において、力と天界の対決の場に姿を現し、天界の兄をタイマンで降す。
火野 竜三（ひの りゅうぞう）
四国・土馬高校からの転校生。「土佐の白い波」の異名を持ち、白波一家というグループを率いる。四国にいた中国人の拳法の達人の下で10年近く修行した中国拳法の使い手。
獣田にタイマン勝負を挑んで敗れた後、獣田の命を受けて力の子分となり、以後は力組の軍師として活躍する。
富岡 吉造（とみおか よしぞう）
元・花沢高校番長。失明した右目に眼帯を着け、口元を黒い防塵マスクで隠し、松葉杖をついている。
かつては双子の弟・次郎と共に花沢高校を仕切っていたが、天界に両足を負傷させられ、次郎も再起不能にされた挙句、そのことを苦にして病院で自死。以来、足の負傷が治っていないように装い、復讐の機会をうかがっていた。松葉杖は偽装で、中に刃物が仕込まれている。
スネークマンションというマンションで一人暮らしをしており、力たちがそこを拠点の1つとして使用することもある。
力とのタイマン勝負に敗れたのを機に仲間入り。北大阪の虎から派遣された幽鬼・四鬼・五鬼の3人を倒し、力組が花沢高校の実権を取り戻した際、山岸高校への派遣番長となり、小頭として虎に潜入する。
虎VSゲリラの最終決戦では石田と入れ替わってスーパーバイクに乗り、天界と戦う。その際に天界に特攻を仕掛け、瀕死の重傷を負うが、最終回で一命を取り留めたことが描かれた。

#### 力組
力を慕う花沢高校の生徒たち。幹部を除いて総勢126名おり、10の班に分かれる。力の方針により、花沢高校をいじめやシンナーなどの不良行為がない清く正しい学校に生まれ変わらせるために立ち上げられた。組員たちの結束は固く、どんな苦境に陥っても誰一人、抜ける者はいなかった。
桂 文治（かつら ぶんじ）
力組1班班長。後に山岸高校に番長として派遣される富岡の親衛隊長として山岸高校に転校。
車田 良（くるまだ りょう）
力組2班班長。後に風間高校に番長として派遣される四鬼（辻本）の親衛隊長として風間高校に転校。
鳥居 進 （とりい すすむ）
力組3班班長。後に上本高校に番長として派遣される五鬼（犬伏）の親衛隊長として上本高校に転校。
小池 弘（こいけ ひろし）
力組4班班長。後に再編された花校1番隊の隊長に就任。
宮 勝彦（みや かつひこ）
力組5班班長。後に再編された花校2番隊の隊長に就任。
白木 悟（しらき さとる）
力組6班班長。後に再編された花校3番隊の隊長に就任。
遊部 時男（ゆうべ ときお）
力組7班班長。後に再編された花校4番隊の隊長に就任。
赤井 次郎（あかい じろう）
力組8班班長。後に再編された花校5番隊の隊長に就任。
小島 明（こじま あきら）
力組9班班長。後に再編された花校6番隊の隊長に就任。
小笠原 一雄（おがさわら かずお）
力組10班班長。後に再編された花校7番隊の隊長に就任。

#### 花沢三人衆
花沢高校を仕切る番長にして北大阪の虎の一員。富岡を倒し、勢力を拡大する力に危機感を覚え、罠にかけようとするが、乱入してきた獣田に兵を全て倒され、さらに力・火野とのタイマン勝負にも敗北。失脚後、虎からの制裁を受け、3人とも両耳をそぎ落とされる。
二堂（にどう）
三人衆のリーダー格。ボクシングを得意とする。
金野（こんの）
スキンヘッドで頭頂部に幾つもの傷が走っている。柔道を得意とする。
山崎（やまざき）
長髪でいつもマントを羽織っている巨漢。力たちとの最終決戦で部下を全員倒された後、逆上して獣田に挑むが、一撃も入れられずに敗退。

#### 不良学生
力と対決した花沢高校の不良学生。基本的に三人衆の配下で、幽鬼が派遣されてきた後はその指揮下に移る。
鳴神（なるがみ）
50人の子分を率いる男。額の上の髪を「卍」の字を書くように残し、後は剃りあげている。昔は腰の下まで届くロングヘアーだったが、ひょんなことから獣田の怒りを買い、50メートルパンチを喰らって気絶している間に今の髪型にされ、卒業するまでそのままでいるように強要された。
それ以来、獣田恐怖症となり、病的に恐れるようになる。力との抗争時に、力と勘違いして獣田をリンチしてしまい、怒った獣田に子分全員を50メートル連続パンチで倒された後、めりこみキックを喰らって頭が体の中にめり込んでしまう。
かろうじて復帰したものの獣田恐怖症は悪化。獣田と同じ剣道部に入った力たちには手を出せなかったが、剣道部の上級生に力をイビリ倒させて退部に追い込む。そして子分を集めて力を倒そうとするが、石田の策略に嵌り、子分もろとも返り討ちに遭う。以後の消息は不明。
横山 信治（よこやま しんじ）
鳴神一派の副リーダー格。鳴神が再起不能にされて以降、おとなしくしていたが、幽鬼が番長になった後はその配下となり遊撃隊長に任命される。
山道 照夫（やまみち てるお）、金村 有一郎（かなむら ゆういちろう）、島津 健（しまづ けん）
三人衆が番長だった時の副番長たち。幽鬼が番長となった後、その配下となって、それぞれ第1・第2・第3攻撃隊の隊長に就任。横暴の限りを尽くすが、力組が花校を奪還したことで立場を失う。

#### 幽鬼・四鬼・五鬼
力組が北大阪の虎の軍門に降った後、花沢高校を仕切るため派遣された3人。
幽鬼 十三（ゆうき じゅうぞう）
北大阪の虎の幹部で、長髪でメガネをかけた小男。花沢高校に送り込まれ派遣番長となる。天界の母校である大善高校の副番長でもあり、天界が出所するまでの間、代わりに番を張っていた。
両手に装着した鋭い鉄の爪を武器とし、また靴にも爪が仕込まれている。さらに両肩・両膝・両肘にも刃物を仕込み、体を回転させて相手を攻撃する「死転」という技を使う。バイク戦では鋭い針を無数に発射する機能がついた戦闘バイクを愛用。
力とのタイマン勝負に敗れ、搬送された後の消息は不明。
四鬼（しき）
幽鬼の忠実な側近。鉄仮面で常に顔を隠した巨漢。五節棍を使う。富岡とのタイマン勝負に敗れ、搬送された後の消息は不明。
五鬼（ごき）
幽鬼の忠実な側近。鉄仮面で常に顔を隠した巨漢。刺又を振るうほか、マントの下に何本もの短いモリを発射する機械を隠している。火野とのタイマン勝負に敗れ、搬送された後の消息は不明。
森田（もりた）
幽鬼直属の親衛隊の隊長。

### 回天高校
玉井 金次郎（たまい きんじろう）
回天高校の番長兼応援団団長。口ひげを生やし、常に角の着いた兜を被っている。「十字拳」という必殺技を持ち、その威力は4頭の猛牛を素手で殺せるほどだが、力との死力を尽くしたタイマン勝負に敗北。その後、力と互いの器量を認め合い、共に北大阪の虎と戦う同志となる。
虎による北大阪制圧作戦に際しては、小頭・猫間を倒し襲撃を退ける。その後、虎の小頭に迎えるという誘いに対して、客分格としてなら承知すると返答し、交渉役の陳の怒りを買うが、その条件を飲ませ、虎の内部に入り込むことに成功。虎VSゲリラの最終決戦において、双方の主力同士が激突する寸前に部隊の後方で突如寝返り、虎の軍勢を撹乱する。
東郷 英次（とうごう えいじ）
回天校特攻隊四幹部。石頭で頭突きが得意。
川本 謙吉（かわもと けんきち）
回天校特攻隊四幹部。プロレス技が得意。
石倉 春夫（いしくら はるお）
回天校特攻隊四幹部。顔の下半分を覆面で隠している。鎖鎌の使い手。
友長 将二（ともなが しょうじ）
回天校特攻隊四幹部。スキンヘッドで、サングラスをかけている。アイアンパンチの使い手。
梅沢（うめざわ）
応援団員。北大阪の虎に屈し、その軍門に降ったかのように見えた力の真意を探るよう、玉井に命じられる。
沖田 総一（おきた そういち）
回天校の偵察員で梅沢の後輩。梅沢と共に力組の動向を探り、その隠された意図に気づく。

### 黒縄高校
回天高校の姉妹校。
栗橋 薫（くりはし かおる）
黒縄高校の番長で玉井の盟友。普段は冷静で物静かな男だが、内には激しいものを秘めている。初登場時は、力と玉井の決闘の立会人を務めた。やがて玉井と共に力の同志となり、黒いゲリラの一員として活躍する。
虎による北大阪制圧作戦に際しては、小頭・寺崎を倒し襲撃を退ける。その後、玉井と共に虎の幹部に迎えられるが、虎VSゲリラの最終決戦時に黒縄の軍勢を寝返らせ、虎の軍勢に大打撃を与える。

### 北大阪の虎
北大阪に根を張る悪の学生組織。勢力を拡大し、大阪全土を手中に収める野望を持つ。売春・麻薬売買・武器の密売・さらには殺人まで平然と行う集団。強力な機械化軍団を保有し、頭の天界を含めた幹部も全員禍々しく装飾された戦闘バイクを駆使する。最終的な総戦力は1,7000人。
天界 君主（てんかい くんど）
大善高校の番長兼北大阪の虎の頭（ヘッド）。瞳の描かれていない目と公家風の不気味なたたずまいが特徴。本人が直接動くことは少なく、作戦は部下の藤堂や宝蘭に全て任せているが、戦闘時には「悪魔号」という戦闘バイクに乗り、薙刀を振るって戦う。
虎VSゲリラの最終決戦開始当初は双子の兄を影武者にして5台の戦闘用ホバーと共に隠れていた。力の攻撃でダメージを負った兄が力を誘い込んだのを見て力を仕留めようとしたところ、獣田の奇襲を受ける。その時生じた隙に乗じた力の攻撃を受け逆上し、力を追って沼地の奥へ入り、双方が戦闘バイクを失い重傷を負う死闘の末、倒木に腹部を貫かれ死亡。
天界の兄
天界の双子の兄。本名は不明で、天界からは「兄者」と呼ばれる。薙刀の名手。虎VSゲリラの最終決戦では弟の影武者となって悪魔号に乗り戦う。力との一騎討ちで不利になった際、弟が潜んでいる沼地へ誘い込み、一気に倒そうとするが、獣田の奇襲を受けホバー部隊ともどもミサイルで吹き飛ばされる。その後、近付いてきた十人衆を薙刀で斬殺し、獣田を追い詰めるが、猛反撃を受け敗北。終戦後、虎の軍勢と共に大阪府警に逮捕・一掃された。
藤堂 順（とうどう じゅん）
井口高校の番長兼北大阪の虎の副頭（ふくヘッド）。口ひげを生やした男で、乗機のバイクには巨大なドリルが装着されている。当初は天界の腹心として作戦の立案や戦闘の指揮を行っていたが、五悪神が出所してからは指揮権を奪われ、宝蘭たちからも冷遇されていた。
淀川新橋での人風会迎撃作戦の際、黒いゲリラの急襲を防げなかったとして、その責任を取らされ、「ファイアーハンド」で顔を焼かれる重傷を負うが、裁定の不公平さに怒り、隠し持っていた拳銃で宝蘭を撃つ。しかし私刑で受けたダメージが深く、隙を突いた宝蘭の反撃を受け失神。そのまま殺されそうになるところを獣田に救われ、以後は獣田と行動を共にする。
虎VSゲリラの最終決戦時にはとどめを刺されそうになっていた影村と宝蘭の間に割って入り、死闘の末、宝蘭を倒して復讐を果たす。終戦後、力と黒いゲリラの義侠心に触発されたかのように虎の悪事の全てを書き記した資料を警察に送り、古巣だった虎の壊滅の端緒を作ることで力たちを一方的な社会的制裁から庇おうとした。

#### 虎の五悪神（とらのごあくじん）
北大阪の虎の最高幹部連。服役していたが、出所後、天界の腹心として重用される。藤堂は彼らを「5人の殺人鬼」「戦うためだけに生まれてきた野獣」などと呼び、下部構成員たちにも恐れられている。失敗した者に対しては凄惨な処刑をも平然と課す一方、仲間同士の結束は固い。全員が黒いマントを着用している。
宝蘭 甚八郎（ほうらん じんぱちろう）
鉄仮面で常に顔を隠した巨漢。五悪神のリーダー格にして作戦の立案を担う参謀役でもあり、北大阪の虎の実質的なナンバー2。怪力で、棍棒と巨大な手裏剣を使う。
淀川新橋の戦いでの敗戦の責を藤堂らに押しつけ私刑を行い、同じく黒いゲリラに敗北した陳・根室・国友・神風らの責任を不問にしたことで藤堂の怒りを買い、藤堂が隠し持っていた拳銃で右手足を撃たれる。虎VSゲリラの最終決戦では、ゲリラの作戦にはまり不利になった戦況を打開すべく五悪神全員を率いて出陣、犬伏を倒して影村を追い詰める。自分への復讐のために現れた藤堂とも戦って追い詰めるが、藤堂が投げた小刀が左目に刺さり敗北。
陳 火竜（ちん かりゅう）
髪を辮髪にした男。柳葉刀や棒鎖を使う。戦闘で敗北し任務にも失敗した藤堂たちへの私刑を、灼熱に焼けた金属製の拷問道具「ファイアーハンド」を用いて嬉々として行う残忍さを持つ。
虎の襲撃を退けた回天・黒縄の2校を傘下に入れるための交渉役を任されたが、失敗。面子を潰されたことで玉井たちに深い恨みを抱く。虎VSゲリラの最終決戦では、寝返った玉井を殺すべく柳葉刀で襲い掛かるが、玉井の蹴りで迎撃される。
根室 忠夫（ねむろ ただお）
顔に幾重も包帯を巻いた男。電撃ムチの使い手で、腕力も強い。
淀川新橋の戦いで人風会の南原を半殺しにし、人風会の救出に来た力をも奇襲し追い詰めるが、力の大回転旋風脚を顔面に喰らい、敗れる。
国友 流人（くにとも りゅうじん）
黒い笠をかぶり、「卍」の書かれた黒い布で顔の下半分を隠した男。二刀流の使い手。
淀川新橋の戦いでは火野を追い詰めるが、石田に粘液銃で撃たれ、身動きが取れなくなったまま転げ落ちる。
顔を隠している黒い布には鍵十字が書かれていることもある。
神風 又吉（かみかぜ またきち）
背中の曲がった小男。歯が鋭い。電光石火の速さを誇り、両手に装着した鋭い鉄の爪で戦う。
淀川新橋の戦いでは人風会の南原の弓術で窮地に陥るが、隙を突いて南原の左目を潰す。バイクに乗っている力にも目にも止まらぬスピードで襲い掛かるが、それに気づいた火野の催眠弾銃の連射をまともに喰らい、昏倒。

#### 小頭（しょうヘッド）九人衆
斎藤 康一（さいとう こういち）
長秀高校の番長。服の上からでも筋肉が隆々としていることが分かる大男。
細川 成久（ほそかわ なるひさ）
油谷高校の番長。女のような顔立ちをしている。
猫間 信春（ねこま のぶはる）
長本山高校の番長。派手な飾りをつけた帽子や服を身に着けた男。
高山 義明（たかやま よしあき）
佐々木高校の番長。サングラスをかけ、羽のついたヘアバンドを頭に巻いた長身の男。
浅井 光夫（あさい みつお）
評堂高校の番長。染めた髪を逆立てている小男。投げナイフを得意とする。バイクには前面に鋭いスパイクが多数装着されている。
明神 太一（みょうじん たいち）
丸根高校の番長。顔の下半分を布で覆って隠している。
時田 幸（ときた さち）
野見高校の番長。おかっぱ頭の小男。バイクには8本のモリを発射する装置が付けられている。
寺崎 武（てらさき たけし）
松尾高校の番長。サングラスをかけ、髪をアフロヘアーにしている。隆々とした筋肉を見せ付けるように、上は常にTシャツ1枚。バイクに装着したブーメランを武器として使う。
波立 魚三（なみたて うおぞう）
三好高校の番長。メガネをかけたスキンヘッドの男。

#### その他
やみの十人衆（やみのじゅうにんしゅう）
金次第でどんな仕事も引き受ける現代の忍者集団。10人全員がスキンヘッドで、顔全体に刺青をしている。特殊な体術を習得しており、手裏剣や刀、鎖鎌といった武器を使う。
少年院に収監されていたが、虎の手引きで脱獄。宝蘭に雇われ、十国会のメンバーの食事に特殊な痺れ薬を混入し、主要メンバーの暗殺を謀るが、獣田に全員捕獲される。その後、獣田に雇い直され、十国会のメンバーに解毒剤を射つ。
力と天界の対決時には獣田と共に爆撃機で天界の兄とホバー部隊を襲撃、その際に5人が撃墜される。その後、天界の兄が無力化したことを確かめるべく近付いた時、2人が斬られ、反撃しようとした残る3人も瞬く間に斬殺された。
天界家の執事
天界を「ぼっちゃま」と呼ぶ、スーツを着た小柄な老人。北大阪の虎のメンバーではないが、悪魔号の管理や黒いホバー購入に立ち会うなど間接的に関わっている。天界も「じい」と呼んで、小言を言われても笑って聞き流すほど信頼している。

### 黒いゲリラ
強大な勢力を持つ北大阪の虎に対抗するため、力組・回天高校・黒縄高校が同盟を結んだ組織。正体を隠すために顔を隠し、黒ずくめの格好をしてゲリラ戦を仕掛けるため、「黒いゲリラ」と呼ばれるようになった。当初は400人に満たない小兵だったが、虎打倒の志を持つ者たちを引き入れ、勢力を拡大してゆく。最終的な総戦力は8,410人。
沖田 工造（おきた こうぞう）
北里工業高校の3年生。度の強い眼鏡をかけた長身の男。富岡の親友で天才的なメカニック。北大阪の虎に対抗するため、戦闘用バイクの設計に携わり、バイク以外にも高射砲などの様々な兵器を開発する。実家はオートバイの修理工場をしており、兵器の製造はそこで行っている。
本多 勝利（ほんだ かつとし）
土馬高校の番長。火野の作戦に従い、幽鬼に変装して花沢高校を仕切る。背格好は幽鬼と同じくらいだが、顔は全く似ていないため、「黒いゲリラに襲撃されて乗っていた車のフロントガラスの破片が顔に刺さり怪我をした」と偽り、顔に包帯を巻いて幽鬼に成りすましている。

#### 四国白波一家
火野が四国にいたころの子分たち。力と玉井がタイマン勝負をした際には総勢200人、北大阪の虎との最終決戦時には総勢400人となっている。
瀬戸（せと）、戸川（とがわ）
火野の転校後、白波一家を率いる。北大阪の虎との最終決戦時に、四国から400人の軍勢を率いて駆け付けた。

#### 人風会（じんぷうかい）
東大阪で結成された、北大阪の虎に対抗する組織。総勢13校・1,500人。北大阪には7校の同盟校がいたが、全て虎に敗れその配下に組み入れられてしまった。襲撃された同盟校を援護するため北大阪に向かう際、淀川新橋で待ち伏せていた虎の襲撃により大打撃を受けるが、突如現れた黒いゲリラに救出される。以後、メンバーは全員姿を隠し、黒いゲリラの一員として戦うことになる。
南原 慎二（なんばら しんじ）
赤竜高校の番長兼人風会会長。藤倉流弓術の使い手で、白兵戦では日本刀も使う。義に厚い男で、同盟校を救うため、淀川新橋の戦いでは五悪神の神風に左目を潰され失明しながらも、なお先頭に立って戦い、部下を奮起させる。黒いゲリラに救出された後、ゲリラの一員として行動する。

#### 大仏人会（だいぶつじんかい）
奈良県最大の不良グループ。総勢3,000人。大阪府内の勢力だけでは北大阪の虎に対抗しがたいと考えた火野が、近畿地方一円のツッパリの中から共に戦ってくれる勢力として選んだ集団。
風祭 健（かざまつり けん）
大仏人高校の番長兼大仏人会の頭（ヘッド）。奈良一のヤクザ・風祭一家の三男でもあり、弱きを助け強きをくじく風祭一家の家風を徹底させて奈良を統率する。同盟を持ちかけてきた力の度胸と運をロシアンルーレットで試す。
葉月 兆治（はづき ちょうじ）
風祭の片腕。モノクル眼鏡を着けた男。

#### 十国会（じっこくかい）
北大阪の虎を倒すために結成された大阪南地区の組織。総勢21校・2,000人。遠山寺という寺院を拠点にし、戦闘時には僧服を着る者が多い。
影村 剛造（かげむら ごうぞう）
十国高校の番長兼十国会会長。坊主頭で眼鏡をかけた大男。怪力で、槍の名手。2日半に渡る熟考の末、ゲリラ側について戦うことを決断し、それが黒いゲリラが北大阪の虎を数の上で凌駕する切っ掛けとなった。
宝蘭に雇われたやみの十人衆の襲撃を受け、重傷を負い、盛られた痺れ薬の影響で体を動かすこともままならなくなってしまう。その後、獣田に雇われた十人衆に解毒剤を射たれて体の自由を取り戻し、最終決戦に参戦。虎の小頭・斎藤を倒すが、怪我のダメージが回復しきっておらず、宝蘭に不覚を取りそうになったところを割って入った藤堂に助けられる。

#### 風間高校・上本高校・山岸高校
かつて新大阪連合の一角だった学校。兵力はそれぞれ120人・130人・100人。連合が北大阪の虎の軍門に降った後、他の連合所属校同様、虎の派遣番長の指揮下に入るように強要されるが、派遣されてきた辻本・犬伏・富岡らの説得によりひそかに黒いゲリラに加わる。虎VSゲリラの最終決戦において、双方の主力同士が激突する寸前に部隊の後方で突如寝返り、虎の軍勢を撹乱する。
辻本 勲（つじもと いさお）
土馬高校親衛隊長。口ひげを生やし、左目が傷でふさがれた大男。火野の作戦に従い、四鬼に変装して風間高校への派遣番長となり、正体を明かして風間校の軍勢をゲリラ側につかせる。
犬伏 熊五郎（いぬぶし くまごろう）
土馬高校副番長。左目の上を走るように傷がついている大男。火野の作戦に従い、五鬼に変装して上本高校への派遣番長となり、正体を明かして上本校の軍勢をゲリラ側につかせる。最終決戦時では虎の小頭・寺崎を倒すが、宝蘭に逆賊として討ち取られる。
本村（もとむら）
山岸高校の生徒。最終決戦の最中、部隊をひそかに抜けた富岡の影武者を務める。戦場で根室の電撃ムチを喰らうシーンが描かれるが、その後の様子は不明。

### 新大阪連合
北大阪の虎を倒すために結成された大阪北地区の組織。総勢30校以上・2,500人。明確な指導者を作らなかったことが災いして虎との戦いに惨敗し、全ての所属校が虎の配下となる。
佐伯（さえき）
西岡高校の番長。左目に傷のある男。ダンプカー2台で天界を襲撃し護衛の時田と寺崎を倒すが、悪魔号を駆る天界に返り討ちにされる。
宇崎（うざき）
林高校の番長。黒帯の空手家。五鬼の刺又で首を突かれ倒れる。
佐藤（さとう）
山岸高校の番長。月代を剃っており、新撰組のような衣装を着て刀を使って戦う。四鬼に挑み敗れる。
末次（すえつぐ）
井伊田高校の番長。鎖付き鉄球で戦う。

### 新ナンバ会
北大阪の虎を倒すために結成された大阪西地区の組織。総勢17校・1,500人。北大阪に同盟校が9校ある。十三大橋で虎との戦いに惨敗し、同盟校ともども虎の配下となる。
坂本 弘（さかもと ひろし）
恋田高校の番長兼新ナンバ会会長。髪を総髪にした唇の分厚い男。戦闘時には武者鎧を身に着ける。
指導者でありながら戦況の見通しが甘く、腹も据わっておらず、同盟校が危機に陥った際も動転するばかりであった。同盟校の救援に向かう際、宝蘭と陳の襲撃であっさり倒され、それを見た兵は逃亡。その後、わずか50名の部下だけを持つ奴隷として、虎の支配下で生きることを許される。
虎VSゲリラの最終決戦時には虎の中央第1軍の副隊長として参戦するが、その後の動静は特に描かれていない。

### 大阪府警
北大阪の虎と黒いゲリラの双方から翻弄され、常に後手後手に回り最終決戦まで何もできなかったが、決戦後、藤堂からの投書をきっかけに虎の犯罪行為を次々と摘発し、結果的に黒いゲリラの名誉回復に大いに役立った。
本部長
当初は力達黒いゲリラを単なる不良集団だと思っていたが、自首してきた力たちの目を見てその考えに疑念を抱き、虎の犯罪行為の一端を知るや陣頭指揮を執って虎を壊滅に追い込む。
山田（やまだ）
階級は警部。府警本部に届けられた多数の投書の中から小包サイズの藤堂の投書に目を通し、虎摘発のきっかけを作る。

## 登場メカニック
戦闘用に武装が施された乗り物や兵器の描写に力が入れられているのも本作の特徴である。

### 黒いゲリラ（登場メカニック）
北大阪の虎の戦闘バイクや機械化軍団に対抗するために作られたもの。虎の戦闘バイクとは異なり、あくまで相手の戦闘能力を奪うことを目的としているので、威力は絶大だが殺傷力は低い。主な設計者は沖田工造。
力用スーパーバイク
対悪魔号用に作られた特殊戦闘バイク。複座式のホバークラフトで、前部の操縦席でバイクの操縦と武器の制御を担当、上部の戦闘用ボックス席に力が座り天界との肉弾戦を行う。最高時速200キロメートル。悪魔号より一回り大きく、4つのエンジンを搭載し、機体側面に翼を有する。また、「4つのストロング・ポイント」と呼ばれる武装を持つ。
- ストロング・ポイントNo.1「弾力機銃」

両翼に備わった6連装機銃から催眠弾、操縦席両脇に備わった機銃から催涙ガス弾を発射する。上部ボックス席を上昇させると回転式銃座になり、装備された機銃から衝撃弾を発射できる。いずれの銃も、口径はゲリラの使用する機銃の2倍。
- ストロング・ポイントNo.2「時限ロケット弾」

時限爆破装置付きのロケット弾で、命中後、約1分で爆発する。両翼下部に計8発装填。
- ストロング・ポイントNo.3「イラプシャン」

車体下部に備わった弾丸射出装置。強力なジェット噴射で瞬間的に機体を3メートルから5メートル上昇させ、弾丸を無数に発射し、下方にいる敵を攻撃する。
- ストロング・ポイントNo.4「体当たり攻撃」

操縦席は分離させ、小型バイクとして単独で動かすことができる。バイクの先端には強力な爆薬が仕掛けてあり、敵に多大なダメージを与える。操縦者は激突する寸前に脱出し、パラシュートで着地する仕組み。
- ストロング・ポイントNo.5「小型ミサイル」

「ストロング・ポイントNo.4は操縦者にとって危険すぎる」という力の意見を受け、急遽作られた装備。No.4で使用するはずの爆薬を小型バイクの火薬庫から取り外し、代わりにロケット弾の発射装置を取り付けている。しかし、高速で動く悪魔号にロケット弾を命中させるのは困難と考えた富岡により改めて爆薬を装着されたため、実戦では使用されず。

力用特殊トンファー
天界の薙刀に対抗するため、力と火野が選択した武器。最初は木製の物で訓練し、次第に鉛入り・鋼鉄製と重くしていき、実戦ではボタン操作で最大3メートルまで伸縮する特殊合金製のトンファーを使用。天界の薙刀とも十分に渡り合った。
麻酔小銃
天界邸襲撃作戦の失敗を受け、メンバー全員に銃器の装備が必要と判断した沖田が開発した銃。銃床部と銃身部に装着された棒を伸ばし、格闘戦に使うことも可能。
ショルダーバズーカ
力の戦闘服の両肩に増設された4連装の重火器。各砲8連発の大型衝撃催涙弾を装填している。殺傷力は無いが、衝撃と催涙効果で着弾周囲2メートル四方の人間を無力化できる。
マシンガン型催眠弾銃
麻酔小銃をマシンガンに改造したもの。ドラムマガジンに即効催眠弾を30発装填可能。
粘液銃
トリモチのような強力な粘着性の液を弾頭に詰めた銃。
バイクバズーカ
ゲリラ用戦闘バイクに標準装備された、2連装の大型重火器。ショルダーバズーカより一回り大きく、破壊力はその2倍。バイクの両側に1門ずつ装備され、各砲10連発。
ヘリバイク
沖田が最初に設計した戦闘バイクの1号車・11号車・12号車。プロペラを付けて飛行可能にした1人乗りバイクで、偵察に使用する他、200キログラムまでの岩石を積載し、下部のタンクから投下することも可能。天界邸襲撃作戦への投入に際して、3号車と同様の花火を利用した連発銃も増設された。
力用戦闘バイク
沖田が最初に設計した戦闘バイクの2号車で、天界との直接対決直前まで力が使用していた。前部の馬を模した飾りは、上空に発射された後、破裂して内部の網が敵を絡め取る仕掛けになっている。また、中央のライトは左右に展開し、内蔵した小型ミサイルを発射できる。
3号車・4号車・5号車
3台ともサイドカー付きバイクで、操縦者とサイドカーに乗った攻撃手で役割を分担している。武装は全てサイドカーにあり、3号車は花火を利用した連発銃、4号車は催涙弾の連発銃、5号車は麻酔薬を塗った毒針を発射する機銃が装備されている。
装甲型戦闘車
沖田が最初に設計した戦闘車両の8号車。強力なディーゼルエンジンを搭載。攻撃方法は前部と左右に装備したバンパーでの体当たりと、屋根にある2つの水圧銃での放水。
石田用戦闘バイク
両脇に小型ドリルを装着したバイク。スクリューが内蔵されており、力のスーパーバイクを除いて唯一の水陸両用車両。
火野用戦闘バイク
両脇から鎖で繋がれたモリを発射し敵を絡め取る仕掛けと、ライトからロケット弾を発射する装置を備えたバイク。通信機器もあり、虎内部潜入組との情報交換などに用いる。
玉井用戦闘バイク
4輪で、前輪の2つのタイヤの間にマシンガンが装着されたバイク。
栗橋用戦闘バイク
両サイドに計4門のロケット弾発射装置を装着したバイク。発射装置は、バイクバズーカとは別種。
風祭用戦闘車
助手席にマシンガン、フロント部両サイドに計4門のロケット弾発射装置を装備した2人乗りオープンカー。運転は葉月、戦闘は風祭が担当する。
人風隊用戦闘バイク
栗橋用戦闘バイクと同様、両サイドに計4門のロケット弾発射装置を装備。
影村用戦闘バイク
馬の頭部の意匠を施した3輪バイク。影村は槍のみで戦っていたため、武装は不明。
十国会用戦闘バイク
車体前面に重装甲を施したバイク。
対ヘリ高射砲
虎の偵察攻撃用ヘリコプターに対抗するために作られた砲台。射程距離は約500メートルで、弾は強化プラスチック弾。ヘリ自体を破壊するのではなく、着弾の衝撃でヘリのバランスを崩して墜落させるのが目的。量産が間に合わず、最終決戦までに3門しか用意できなかったが、4機のヘリを全て撃墜することに成功する。
おとり人形部隊
虎との最終決戦において、2倍近い兵力差を埋めるために使用された、リモコン操作で敵を攻撃する装置。強力衝撃砲を装備したリモコンタンク部隊と、銃や砲台を装備させた藁人形の兵で、虎の中央第1・第2軍6000人の約半数の撃退に成功。

### 北大阪の虎（登場メカニック）
凶悪な戦闘バイクや兵器、それらを運用する機械化軍団を保有している。これらは組織の強さの象徴でもあり、歯向かう者を叩き潰すことを目的にしているため殺傷能力が非常に高い。
悪魔号
「殺人車」の異名を持つ、天界専用の戦闘バイク。タイヤとホバークラフトを併用しているため、空中・水上をも移動できる。前部に装着された竜を模した飾りの口の中には火炎放射器が仕込まれ、竜の首部分を可動させることで対空兵器としても使用可能。車体両側面に左右2基ずつ装着された回転式電気ノコギリは、ダンプカーをも切り裂く威力を持つ。
ブラックデビル号
悪魔号の改良型。回転ノコギリに加え、新たにロケット弾発射装置が装備されている。黒いゲリラとの最終決戦では、天界はブラックデビル号、その兄は悪魔号に搭乗して戦った。
力のスーパーバイクのストロング・ポイントNo.4を食らっても稼動したが、石田のバイクから発射されたロケット弾を受けて大破する。

キャノンボール
新大阪連合との対決後に導入された戦闘バイク。巨大な砲弾を発射するキャノン砲を装備。最終決戦までに100台が配備された。
モリバイク・弓矢バイク・分銅バイク
新大阪連合との対決後に導入された戦闘バイク。それぞれモリ連発銃・ボウガン・両端に分銅の付いた鎖を発射する装置を装備。最終決戦までにモリバイク300台、弓矢バイク200台、分銅バイク200台、装甲強化型モリバイク50台が配備された。
武装トラック
突撃用のダンプカー。スパイクを前面に施し、装甲も強化している。最終決戦までに30台が配備された。
バズーカ・サイドカー
強力催涙ガス弾を装填したバズーカ砲をサイドカーに装着したバイク。最終決戦までに100台が配備された。
装甲車
装甲板で強化したジープにモリ連発銃を装備した車。
偵察攻撃用ヘリ
黒いゲリラとの最終決戦時に用意された4機のヘリコプター。強力な対地ミサイル・対空砲と照明弾を装備。ゲリラが保有するヘリの数倍の速度が出せる。決戦前にゲリラの布陣を偵察しに来た際、高射砲で全機撃墜される。
黒いホバー
黒いゲリラとの最終決戦前に、武器商人から購入した戦闘用ホバークラフト。価格は1台5万ドルで全5台。ロケット弾や機銃を装備し、機銃は対空兵器としても使用可。

### 獣田チーム（仮称）
独自に活動していた獣田が黒いゲリラ・北大阪の虎双方の武装化・戦力拡大に対応するために用意した戦闘マシン。両陣営のマシンが地上戦を重視しているのに対して上空からの攻撃を重視している。
獣田専用機
獣田が「三日三晩寝ずに考えて」作った設計図を基に、長崎県に所在する馬加田特殊工業に依頼して作らせたカスタムマシン。航空機と同等の高度を飛行し、着陸時には滑走路を使用する。
天界邸襲撃作戦に失敗したゲリラを助けに来た際には巨大な光る球体として描かれ、外見は不明だった。虎VSゲリラの最終決戦では、ロケット弾と機銃を装備し機体全体を強力な発光装置で覆った戦闘機として描かれる。
やみの十人衆専用機
最終決戦で獣田専用機と共に登場。ロケット弾を装備したエンジン付きハンググライダーのような外観で操縦席は露出している。獣田専用機と連携して悪魔号と黒いホバー全機を破壊したが、対空攻撃で10機中半数の5機が撃墜されてしまった。

## 必殺技
八方拳
力が山篭りの特訓の末、習得した技。中国拳法・超速拳の奥義で、瞬間的に8つの方向から手刀を繰り出す。片腕で4か所、両腕で計8か所、相手の人体の急所を同時に狙うことが可能。玉井はこれを「十字拳」と呼び、両手を顔の前で交差させて瞬間的に8本の貫手を繰り出す。力も同様に両腕を顔の前で交差させるが、貫手ではなく拳を使う。玉井とのタイマン勝負の後、富岡・三人衆の二堂・幽鬼との対決で使用する。
八方拳 影の脚
玉井の十字拳に対抗するために編み出した技で、通常の八方拳と同時に蹴りを繰り出す。玉井の十字拳を拳で全て打ち落とした上で、同時に攻撃するための手段として火野が考案した。人間が同時に繰り出せる拳は両腕合わせて8つが限度であるため、足での攻撃を付け加えたものだが、通常の蹴りよりも威力は劣る。

大回転旋風脚
力が山篭りの特訓の末、習得した技。目標に向かって猛スピードで助走し、高く鋭いジャンプをした後、同時に切れ込むようなスピンを空中で2回行う。そしてスピンによる加速と落下のパワーを最大限に利用し、自分の全体重を目標に向かって繰り出す足へ集中して蹴る。これらの動きにより、通常の蹴りの3、4倍の破壊力が生まれる。
玉井とのタイマン勝負で決め技となった他、北大阪の虎の小頭・高山や五悪神の根室との対決にも使用する。

## その他
- 連載時に使われていた実在の地名が、単行本の再版時に修正されている部分が存在する。たとえば第一話で鉄が力に初対面した時、さっきの乱暴者がどの中学校の副番長だったかを説明するセリフは、再版されるたび学校名に複数回修正が加えられ、最終的には実在の地名が完全に消えている。